# Siamo ricchi e poveri
Siamo ricchi e poveri è un film commedia italiano del 1954 diretto da Siro Marcellini.

## Trama
A Napoli, i fidanzati Rino e Lucia vivono di lavoretti: lui accompagna i turisti cantando, lei stira in una sartoria. Rino viene ingaggiato da una cantante francese, provocando la gelosia di Lucia. Intanto un notaio italo‑americano arriva in città per consegnare l’eredità di un facoltoso emigrato: dopo vari equivoci il beneficiario risulta essere proprio Rino, che dona parte della somma a un orfanotrofio e si riconcilia con la fidanzata.

## Produzione
Il film, prodotto dalla Sud Film, fu girato a colori con il processo Ferraniacolor; diverse scene in esterni furono realizzate nel quartiere napoletano di Piedigrotta.

## Distribuzione
Distribuito dalla Variety Film, uscì nelle sale italiane nell’estate del 1954 con una durata di 89 minuti.

## Accoglienza
La rivista Segnalazioni Cinematografiche lo definì «un lavoro piacevole e divertente, destinato a sicuro successo. Efficace la regia, accurata l’interpretazione, belle e ben cantate le canzoni».

## Colonna sonora
- «Siamo ricchi e poveri», musica di Gino Filippini, interpretata da Giacomo Rondinella
- «Napule è sempre Napule», musica di Gino Filippini, cantata da Hélène Rémy[3]

## Interpreti e personaggi
- Giacomo Rondinella: Rino
- Hélène Rémy: Lucia
- Gaby André: Jacqueline
- Dante Maggio: Gegé
- Beniamino Maggio: Bellosguardo
- Tina Pica: donna Dorotea
- Giuseppe Porelli: Gennaro Tropea
- Carlo Romano: Fortini, il notaio
- Irma Capece Minutolo: Rosetta